# Abdol Ghadar
Abdol Ghadar (ook: Abdul Chadar, Abdul'-Gadir, Cabdikaadir, Cabdil Qaaddir) is een dorp met 567 inwoners in het zuiden van het District Zeila, regio Awdal, in de niet-erkende staat Somaliland (en dus formeel nog steeds gelegen in Somalië).
Abdol Ghadar ligt aan de voet van een heuvelrug in een bergachtig landschap, ca. 16 km van de grens met Ethiopië.
Eind mei 2014 veroorzaakten hevige regens en stormachtig weer grote schade in het dorp: het politiebureau en een 20-tal huizen werd getroffen. Er waren geen slachtoffers.
Klimaat: Het klimaat van Abdol Ghadar wordt beïnvloed door de ligging op ca. 750 m hoogte. De gemiddelde jaartemperatuur is 26,5 °C. Juni is de warmste maand, gemiddeld 31,2 °C; januari is het koelste, gemiddeld 21,7 °C. De jaarlijkse regenval bedraagt ca. 235 mm (Nederland: 800 mm). Van oktober t/m januari en in mei valt er zeer weinig regen, minder dan 10 mm per maand. April en de maanden juli - september zijn het natste met 33–48 mm per maand.